# Селва (Болоња)
Селва (итал. Selva) је насеље у Италији у округу Болоња, региону Емилија-Ромања.
Према процени из 2011. у насељу је живело 605 становника. Насеље се налази на надморској висини од 12 м.